# Convergència uniforme
La convergència uniforme és un concepte propi de l'anàlisi matemàtica, sobretot de l'anàlisi real, introduït per salvar les mancances de la convergència puntual en successions de funcions.

## Definició
Donada una successió de funcions {\displaystyle \{f_{n}\}_{n\in \mathbb {N} }}, amb {\displaystyle f_{n}:X\rightarrow Y}, amb Y un espai mètric amb distància d, direm que convergeix uniformement a una funció {\displaystyle f:X\rightarrow Y}, i ho notarem {\displaystyle f_{n}\rightarrow f} (unif.), si es compleix:
{\displaystyle \forall \epsilon >0\ \ \exists N(\epsilon )\in \mathbb {N} \ :\ \forall n\in \mathbb {N} ,\ n>N,\ d(f_{n}(x),f(x))<\epsilon \ \ \forall x\in X}
És a dir, la convergència uniforme es dona quan a partir d'un cert terme de la successió, les funcions són tan properes com vulguem en tots els punts ({\displaystyle f_{n}} s'aproxima a {\displaystyle f} per igual a tot X, uniformement); aquest detall és el que diferencia la Convergència Uniforme de Convergència Puntual.
En particular, per funcions {\displaystyle f_{n}} reals de variable real, que és el cas que desenvoluparem en aquest article, tenim:
{\displaystyle \forall \epsilon >0\ \ \exists N(\epsilon )\in \mathbb {N} \ :\ \forall n\in \mathbb {N} ,\ n>N,\ |f_{n}(x)-f(x)|<\epsilon \ \ \forall x\in \mathbb {R} }

### Convergència uniforme de sèries
Direm que la sèrie {\displaystyle \sum _{n=1}^{\infty }f_{n}} convergeix uniformement a una funció {\displaystyle f}, si ho fa la successió corresponent de sumes parcials {\displaystyle \{\sum _{n=1}^{N}f_{n}\}_{N\in \mathbb {N} }}, és a dir, si es compleix:
{\displaystyle \forall \epsilon >0\ \ \exists N(\epsilon )\in \mathbb {N} \ :\ \forall m\in \mathbb {N} ,\ m>N,\ |\sum _{n=1}^{m}f_{n}(x)-f(x)|<\epsilon \ \ \forall x\in \mathbb {R} }

## Criteri de Cauchy
El criteri de Cauchy per la convergència uniforme de successions de funcions, nom que ve del matemàtic francès Augustin Louis Cauchy, ens diu que una successió de funcions {\displaystyle \{f_{n}\}_{n\in \mathbb {N} }} convergeix uniformement a una funció {\displaystyle f} si, i només si, a partir d'un cert terme, les imatges per dos elements de la successió qualssevol d'un punt qualsevol del domini són tan properes com vulguem; és a dir:
{\displaystyle \forall \epsilon >0\ \ \exists N(\epsilon )\in \mathbb {N} \ :\ \forall n,m\in \mathbb {N} ,\ n,m>N,\ |f_{n}(x)-f_{m}(x)|<\epsilon \ \ \forall x\in \mathbb {R} }
De nou, com en la definició de convergència uniforme, observem que aquí N només depèn de {\displaystyle \epsilon }, i no pas del punt del domini escollit, així que podríem resumir el criteri dient que les funcions "s'han d'acostar a tots els punts per igual, uniformement" a partir d'un cert terme.